# Magnesio-riebeckite
La magnesio-riebeckite (simbolo IMA: Mrbk) è un minerale non comune del supergruppo dell'anfibolo, all'interno del quale viene collocato nel "gruppo degli anfiboli con W(OH,F,Cl)-dominante" e da lì al sottogruppo degli anfiboli di sodio dove occupa un posto nel "gruppo contenente la radice riebeckite nel nome"; essendo un anfibolo, appartiene agli inosilicati e pertanto alla famiglia minerale dei "silicati", e possiede composizione chimica ◻Na2(Mg3Fe2+2)Si8O22(OH)2.
La magnesio-riebeckite è definita con:
- catione sodio dominante in posizione A
- catione magnesio bivalente dominante in posizione C2+
- catione ferro ferrico Fe3+ dominante in posizione C3+
- anione idrossile OH- dominante in posizione W.

## Etimologia e storia
La magnesio-riebeckite è stata analizzata per la prima volta nel 1949 a partire da un campione raccolto nel dipartimento di Cochabamba in Bolivia e indicato con il nome di "bolivian crocidolite".
Successivamente è stata chiamata magnesioriebeckite da Akiho Miashiro nel 1957 in relazione alla riebeckite e al suo contenuto di magnesio, nome che è poi stato cambiato in magnesio-riebeckite in base alla revisione delle regole di nomenclatura degli anfiboli del 2012.

## Classificazione
La classica nona edizione della sistematica dei minerali di Strunz, aggiornata dall'Associazione Mineralogica Internazionale (IMA) fino al 2009, elenca la magnesio-riebeckite con il nome magnesioriebeckite e la colloca nella classe "9. Silicati (germanati)" e da lì nella sottoclasse "9.D Inosilicati"; questa viene suddivisa più finemente in base alla struttura cristallina del minerale, in modo tale che la magnesio-riebeckite possa essere trovata nella sezione "9.DE Inosilicati con catene doppie di periodo 2, Si4O11; clinoanfiboli" dove forma il sistema nº 9.DE.25.
Tale classificazione resta invariata anche nell'edizione successiva, proseguita dal database "mindat.org".
Nella Sistematica dei lapis (Lapis-Systematik) di Stefan Weiß la magnesio-riebeckite è elencata nella classe dei "silicati" e nella sottoclasse degli "inosilicati"; qui il minerale si trova nella sezione di quelli che hanno struttura "[Si4O11] a due bande 6-; gruppo degli anfiboli; anfiboli alcalini" dove forma il sistema nº VIII/F.08.
Anche la classificazione dei minerali secondo Dana, usata principalmente nel mondo anglosassone, elenca la magnesio-riebeckite nella famiglia dei silicati; qui è nella classe degli "inosilicati: catene doppie non ramificate, W=2" e nella sottoclasse degli "inosilicati: catene doppie non ramificate, configurazione anfibolo W=2" dove forma il "gruppo 4, anfiboli di sodio" con il numero di sistema 66.01.03c.

## Abito cristallino
La magnesio-riebeckite cristallizza nel sistema monoclino nel gruppo spaziale C2/m (gruppo nº 12) con i parametri reticolari a = 9,700(4) Å, b = 17,917(6) Å, c = 5,300(2) Å e β=103,70(3)°, oltre ad avere 2 unità di formula per cella unitaria.

## Origine e giacitura
La magnesio-riebeckite si trova nelle granuliti, nelle ironstone, nei metachert ricchi di ferro, negli scisti, nelle carbonatiti; la paragenesi è con stilpnomelano, epidoto, quarzo, muscovite e winchite
La magnesio-riebeckite è un minerale poco comune ed è stata trovata solo in una sessantina di siti sparsi per il mondo. Qui si ricorda solo la sua località tipo, il distretto minerario di "Alto Chapare" nella provincia di Chapare (Bolivia).

## Forma in cui si presenta in natura
La magnesio-riebeckite si presenta sotto forma di fibre asbestiformi lunghe anche 30 cm generalmente parallele tra loro, a volte intrecciate. Il minerale è semitrasparente con lucentezza vitrea; il colore va dal blu chiaro al blu-nero, mentre quello del suo striscio è da grigio chiaro a grigio-bluastro.

## Minerali correlati
Un minerale simile alla magnesio-riebeckite è la magnesio-fluoro-riebeckite la cui formula (◻Na2(Mg3Fe2+2)Si8O22F2) evidenzia l'avere il fluoro come anione dominante in posizione W anziché l'anione ossidrile.
La magnesio-fluoro-riebeckite non è ancora stata riconosciuta dall'Associazione Mineralogica Internazionale, tuttavia è elencata nella famiglia degli anfiboli e in particolare, come suggerisce il nome (che sta anche a indicare la presenza di fluoro e magnesio nella composizione), nel gruppo contenente la radice riebeckite". Il luogo in cui il minerale è stato segnalato è la miniera "Birthday" (35.48944°N 115.53667°W) nella contea di San Bernardino (California, Stati Uniti).